# Bajo Caracoles
Bajo Caracoles és un petit poble d'uns 33 habitants del departament Río Chico, a la província de Santa Cruz (Argentina). Està situat enmig de l'estepa patagona, en una planície d'origen volcànic. Es troba a 330 km de Gobernador Gregores (cap del departament), 128 de la ciutat i cap de departament Lago Argentino Perito Moreno i a uns 40 de la cova de les Mans (Patrimoni Cultural de la Humanitat), molt a prop del recent creat Parc Nacional Patagònia. Aquest fet i sumat que està a un encreuament de la ruta Nacional 40 i la ruta Nacional 39, el fan un punt de parada per a diferents itineraris turístics i de transport. D'aquesta manera el petit poble té una economia basada en serveis i turisme. Altres punts d'interés proper a aquest indret són el cerro San Lorenzo i el Llac Pueyrredón.
Durant la segona meitat del segle XIX fou un lloc de pas per les expedicions que exploraren la regió. Durant els anys 20 del segle xx, Francisco José Folch fundà l'actual llogaret juntament amb altres comerciants van establir un bar-hostal per tal de donar provisions als viatgers i residents de les estancies properes. L'origen del nom es deu al fet que a les proximitats hi ha abundants fòssils del gènere Crioceras, un ammonit (animal del Juràssic i Cretaci en forma de caragol).